# Мозаффарабад (Марказі)
Мозаффарабад (перс. مظفراباد) — село в Ірані, у дегестані Гакімабад, у Центральному бахші, шахрестані Зарандіє остану Марказі. За даними перепису 2006 року, його населення становило 0 осіб, що проживали у складі 0 сімей.

## Клімат
Середня річна температура становить 15,45 °C, середня максимальна – 34,35 °C, а середня мінімальна – -6,79 °C. Середня річна кількість опадів – 253 мм.
| Клімат поселення                              | Клімат поселення | Клімат поселення | Клімат поселення | Клімат поселення | Клімат поселення | Клімат поселення | Клімат поселення | Клімат поселення | Клімат поселення | Клімат поселення | Клімат поселення | Клімат поселення | Клімат поселення |
| Показник                                      | Січ.             | Лют.             | Бер.             | Квіт.            | Трав.            | Черв.            | Лип.             | Серп.            | Вер.             | Жовт.            | Лист.            | Груд.            |                  |
| Середній максимум, °C                         | 10,58            | 13,12            | 17,60            | 23,84            | 28,62            | 33,51            | 34,35            | 33,17            | 29,36            | 23,36            | 16,77            | 10,60            |                  |
| Середня температура, °C                       | 1,89             | 4,43             | 8,92             | 15,17            | 19,94            | 24,83            | 28,13            | 26,94            | 23,12            | 17,14            | 10,54            | 4,38             |                  |
| Середній мінімум, °C                          | −6,79            | −4,25            | 0,24             | 6,48             | 11,24            | 16,15            | 21,92            | 20,71            | 16,90            | 10,90            | 4,32             | −1,83            |                  |
| Норма опадів, мм                              | 36               | 35               | 45               | 30               | 22               | 4                | 2                | 1                | 1                | 15               | 25               | 37               |                  |
| Середньомісячна швидкість вітру, м/с          | 1.56             | 2.15             | 3.09             | 3.22             | 2.94             | 2.83             | 2.95             | 2.81             | 2.36             | 2.30             | 1.90             | 1.78             |                  |
| Середньомісячна сонячна радіація, кДж/м²·день | 9016             | 11737            | 14282            | 17933            | 22003            | 25906            | 25664            | 23295            | 19744            | 14480            | 10698            | 8557             |                  |
| --------------------------------------------- | ---------------- | ---------------- | ---------------- | ---------------- | ---------------- | ---------------- | ---------------- | ---------------- | ---------------- | ---------------- | ---------------- | ---------------- | ---------------- |
| Джерело:                                      |                  |                  |                  |                  |                  |                  |                  |                  |                  |                  |                  |                  |                  |